# Conscience supérieure
La conscience supérieure (également appelée conscience élargie) est un terme qui a été utilisé dans plusieurs contextes pour désigner des états particuliers de conscience ou l’atteinte d’un stade réputé supérieur de développement personnel. Il peut être utilisé pour décrire un état de libération de limitations de l’égo ou dans d’autres contexte un état associé à une expérience mystique prolongée au cours de laquelle notre sentiment de séparation entre nous-mêmes et le monde ou Dieu est dépassée, transcendée. Le terme fait parfois référence à un état de vigilance accrue ou à un éveil à une nouvelle perspective. Bien que le concept ait existé dans bien des cultures et depuis longtemps, il s’avère actuellement être devenu une notion centrale dans plusieurs formes de  spiritualités populaires  contemporaines, notamment celles associées au mouvement New Age.
On les considère actuellement comme une classe d'états de conscience altérés dans lesquels les gens disposeraient des niveaux accrus d'attention, d'émotion ou de capacités cognitives. Ces états sont porteurs de sens, vécus comme désirables pour les personnes qui les vivent, mais ils semblent nécessiter des efforts importants pour être atteints et ensuite maintenus (contrairement à d’autres types d’états altérés de conscience),,.
Selon P. Tassi et A. Muse, de tels états de conscience sont visés par plusieurs pratiques spirituelles orientales traditionnelles axées sur la croissance psychologique de l’esprit et se caractérisent par l'émergence spontanée d'idées claires et adaptées à la réalité rencontrée, qui peuvent ensuite être traitées rationnellement pour être mises en accord avec le système de croyance de l'individu. Ces auteurs notent que la culture occidentale moderne néglige souvent de tels états de conscience et les a longtemps considèrés comme pathologiques.

## Recherche scientifique
Ces états de conscience supérieurs constituent l'un des domaines de recherche les plus importants dans les études transpersonnelles depuis la fin des années 1960, en particulier pour le courant de la psychologie transpersonnelle et pour la psychiatrie transpersonnelle. Depuis le début des années 1990, en lien avec le développement de la science de la conscience, les états de conscience supérieurs ont été  étudiés dans le cadre d'autres disciplines de la psychologie et de la psychiatrie, ainsi que dans divers domaines des neurosciences,,.

## Dans l’histoire humaine
Toutes les grandes religions et de nombreuses philosophies parlent (souvent sous forme symbolique) d’états de conscience qui transcendent l’expérience humaine ordinaire. Selon ces enseignements, chaque personne disposerait du potentiel lui permettant d'atteindre un niveau qualitativement nouveau et plus élevé de perception de lui-même, des autres et de l'Univers. L'atteinte de tels états de conscience supérieurs serait dépendante de l'adhésion à certaines conceptions, ou de l'utilisation de méthodes concrètes ou encore de techniques méditatives, grâce auxquelles la conscience se trouverait transformée, en quelque sorte « purifiée », i.e. débarrassé d’effets néfastes liés à l’égo et enrichie.
Depuis l’Antiquité, les civilisations orientales ont traditionnellement accordé beaucoup plus d’attention aux états de conscience supérieurs si on les compare à celles de l’Occident. L'existence d'états de conscience supérieurs dans ces civilisations est considérée comme allant de soi, et ces états de conscience apparaissent avoir un rôle important dans divers domaines d'activité, comme la poésie, la peinture, la danse ou encore les arts martiaux traditionnels. Ces civilisations orientales ont systématiquement analysé la nature des états supérieurs depuis plusieurs millénaires les états de conscience et se sont penchées sur les techniques pour atteindre ces états. C’est à la suite de cela que des chercheurs occidentaux ont considéré le plus souvent les états de conscience supérieurs dans le contexte de traditions orientales aussi importantes que  le yoga, le Vedanta, le bouddhisme et le taoïsme.
Un des termes employés dans ces traditions pour évoquer l’état de conscience recherché est « Éveil ». Pour Philippe Cornu, l'Éveil doit être compris comme un phénomène de nature cognitive qui implique la manifestation pleine et entière de la sagesse, c'est-à-dire de la connaissance directe et non conceptuelle de la Réalité telle qu'elle est.

### Types principaux
Différents types d’états de conscience supérieurs peuvent apparaître individuellement ou dans diverses combinaisons. La liste des types connus d’états de conscience supérieurs :
- états de conscience modifiés, obtenus à l'aide de psychotechniques méditatives ;
- expérience optimale et « flow (psychologie) » ;
- euphorie;
- le rêve lucide;
- expérience de hors corps;
- expérience de mort imminente;
- expérience mystique (parfois considérée comme le plus élevé de tous ces états de conscience) et Éveil[12].

### Spiritualité moderne
L’idée d’une conscience « supérieure » a gagné en popularité dans certaines formes de spiritualité moderne plus ou moins populaires,. Selon James Beverley, elle est au cœur du mouvement New Age. La plupart des écrits du Nouvel Âge définissent un «Soi Supérieur», conceptualisé parfois comme une extension du Soi vers un état divin ou comme un soi parvenu à une mise à distance de l’égo. Ce Soi Supérieur est essentiellement un dépassement d’un soi commun. Dans cette perspective, les textes du Nouvel Âge enseignent que le soi crée sa propre réalité lorsqu'il est en union avec le Soi Supérieur.
Le théoricien intégral Ken Wilber a tenté d'intégrer les modèles orientaux et occidentaux de l'esprit, en utilisant la notion de conscience « inférieure » et « supérieure ». Dans son livre The Spectrum of Consciousness, Wilber décrit la conscience comme un spectre comprenant la conscience ordinaire à une extrémité et des types de conscience plus profonds à des niveaux plus élevés . Dans ses travaux plus récents, il décrit le développement de la conscience comme un développement depuis la conscience inférieure, en passant par la conscience personnelle, jusqu'à la conscience transpersonnelle supérieure.

## Conscience environnementale et Conscience supérieure
Certaines attitudes, croyances et valeurs ont un impact négatif sur l'environnement actuel. Stern et ses collègues identifient trois types d'attitudes qu'ils qualifient d'égoïstes, d'altruistes et de biosphériques. Pour ces auteurs, ces attitudes à l'égard des questions environnementales sont fondées sur l'importance relative qu'une personne accorde à elle-même, aux autres personnes, aux plantes et aux animaux, et qu'elles découlent d'autres orientations de valeurs telles que le rapport au pouvoir, à la bienveillance et à l'universalisme. La "conscience environnementale", selon Zelezny et Schultz, renvoie à des caractéristiques psychologiques spécifiques associées à la propension d'un individu à adopter des comportements pro-environnementaux de toutes sortes. Cela conduit à un "changement d'état d'esprit", à une évolution du rapport au monde, qui fait que l'individu va désormais avoir un rapport à la Terre visant à la restaurer en s’appuyant sur son expérience et sur son éducation, plutôt que de la voir comme une ressource dont l’exploitation peut être sans limites. Le processus de changement de perspective est parfois appelé conversion écologique. L'individu associe alors l'éloignement de l'homme du monde naturel aux multiples attitudes humaines conduisant à sa destruction sans conscience.
Une recherche indienne  examine les attitudes envers l'environnement de deux groupes, l'un vivant en dehors de la ville et l'autre en milieu urbain, catégorisées selon leurs attitudes par rapport à la biosphére, et selon leur propensions altruistes ou égoïstes. Les données des questionnaires montrent que les répondants urbains présentent des attitudes davantage égoïstes, tandis que les participants plus proches de la nature adoptent des attitudes «biosphériques». Des corrélations significatives apparaissent entre les attitudes égoïstes et la valorisation de l'auto-amélioration pour les urbains, et entre les attitudes biosphériques et la valorisation du dépassement de soi (0.59) pour les autres. Cette association peut s'expliquer par le fait que la valorisation du dépassement de soi reflète une conscience environnementale pouvant évoluer vers une conscience supérieure.

## Sciences cognitives
Gerald Edelman distingue la conscience supérieure ou « conscience secondaire » de la « conscience primaire », définie comme une simple conscience qui inclut la perception et l'émotion. En revanche, la conscience supérieure «implique la capacité d'être conscient d'être conscient» et «permet la reconnaissance par un sujet pensant de ses propres actes et affections». Une conscience supérieure requiert, à un niveau minimal, une capacité sémantique, et « dans sa forme la plus développée, nécessite une capacité linguistique, ou la maîtrise de tout un système de symboles et d'une grammaire ». 